# Oreanthes
Oreanthes es un género con siete especies de plantas fanerógamas perteneciente a la familia Ericaceae.

## Taxonomía
El género  fue descrito por George Bentham y publicado en Plantas Hartwegianas imprimis Mexicanas 140. 1844. La especie tipo es: Oreanthes buxifolius

## Especies aceptadas
A continuación se brinda un listado de las especies del género Oreanthes aceptadas hasta febrero de 2014, ordenadas alfabéticamente. Para cada una se indica el nombre binomial seguido del autor, abreviado según las convenciones y usos.
- Oreanthes buxifolius
- Oreanthes ecuadorensis Luteyn
- Oreanthes fragilis (A.C. Sm.) Luteyn
- Oreanthes glanduliferus
- Oreanthes hypogaeus (A.C. Sm.) Luteyn
- Oreanthes rotundifolius Luteyn
- Oreanthes sperlingii Luteyn